# بطولة العالم للشطرنج 2016
بطولة العالم للشطرنج 2016 كانت مقابلة في الشطرنج بين بطل العالم في الشطرنج ماغنوس كارلسن والمتحدي سيرغي كارياكن لتحديد بطل العالم في الشطرنج. كان كارلسن بطل العالم منذ 2013، بينما تأهل كارياكن عبر الفوز ببطولة المرشحين. لعبت المقابلة المتكونة من 12 مبارات والمنظمة من قبل الاتحاد الدولي للشطرنج وشريكه أغون في مدينة نيويورك بين 10 و30 نوفمبر 2016.
بدأت المقابلة بسبع تعادلات متتالية قبل أن يفوز كارياكن بالمباراة الثامنة. بعدها عادل كارلسن النتيجة بالفوز بالمباراة العاشرة وجميع المباريات المتبقية كانت تعادلا، وانتهت المباراة بالتعادل 6-6 لذلك لعبت مقابلة كسر تعادل لتحديد الفائز. بعد تعادلين في بداية كسر التعادل السريع، تمكن كارلسن من الفوز بالمبارتين المتبقتين والفوز بالمقابلة والحفاظ على لقبه.

## نتائج مقابلة البطولة
|                     | التصنيف | المباريات الكلاسيكية | المباريات الكلاسيكية | المباريات الكلاسيكية | المباريات الكلاسيكية | المباريات الكلاسيكية | المباريات الكلاسيكية | المباريات الكلاسيكية | المباريات الكلاسيكية | المباريات الكلاسيكية | المباريات الكلاسيكية | المباريات الكلاسيكية | المباريات الكلاسيكية | المباريات السريعة | المباريات السريعة | المباريات السريعة | المباريات السريعة | النقاط |
| 1                   | التصنيف | 2                    | 3                    | 4                    | 5                    | 6                    | 7                    | 8                    | 9                    | 10                   | 11                   | 12                   | 13                   | 14                | 15                | 16                |                   | النقاط |
| ------------------- | ------- | -------------------- | -------------------- | -------------------- | -------------------- | -------------------- | -------------------- | -------------------- | -------------------- | -------------------- | -------------------- | -------------------- | -------------------- | ----------------- | ----------------- | ----------------- | ----------------- | ------ |
| سيرغي كارياكن (RUS) | 2772    | ½                    | ½                    | ½                    | ½                    | ½                    | ½                    | ½                    | 1                    | ½                    | 0                    | ½                    | ½                    | ½                 | ½                 | 0                 | 0                 | 6 (1)  |
| ماغنوس كارلسن (NOR) | 2853    | ½                    | ½                    | ½                    | ½                    | ½                    | ½                    | ½                    | 0                    | ½                    | 1                    | ½                    | ½                    | ½                 | ½                 | 1                 | 1                 | 6 (3)  |